# Diopa
Diopa é um gênero de traça pertencente à família Arctiidae.